# Ascari (cacciatorpediniere)
L’Ascari è stato un cacciatorpediniere della Regia Marina.

## Storia
All'inizio della seconda guerra mondiale faceva parte della XII Squadriglia cacciatorpediniere, che comprendeva i gemelli Lanciere, Carabiniere e Corazziere.
L'11 giugno fu inviato in perlustrazione nel Canale di Sicilia insieme al resto della XII Squadriglia, alla XI Squadriglia Cacciatorpediniere (Artigliere, Aviere, Geniere, Camicia Nera), alla III Divisione (incrociatori pesanti Trento, Pola, Bolzano) ed alla VII (incrociatori leggeri Attendolo e Duca D’Aosta).
Il 7 luglio, alle 18.40, lasciò Augusta insieme alle unità sezionarie ed all'incrociatore pesante Pola, congiungendosi poi con il resto della II Squadra Navale (Divisioni incrociatori I, II, III e VII per un totale di 10 unità e squadriglie cacciatorpediniere IX, X, XI e XIII) che, dopo aver funto da forza di appoggio ad un'operazione di convogliamento per la Libia, si unì alla I Squadra e partecipò alla battaglia di Punta Stilo del 9 luglio: durante il ripiegamento della flotta italiana in tale scontro, la XII Squadriglia fu inviata, con le altre, al contrattacco silurante; in particolare, l’Ascari lanciò, intorno alle 16.22, un singolo siluro contro un incrociatore, non riuscendo però a colpirlo.
Tra il 30 luglio ed il 1º agosto fornì scorta indiretta – insieme ai cacciatorpediniere Bersagliere, Granatiere e Fuciliere della XIII Squadriglia, cui era stato aggregato, agli incrociatori Pola, Zara, Fiume, Gorizia, Trento, Da Barbiano, Alberto di Giussano, Eugenio di Savoia, Duca degli Abruzzi, Attendolo, Montecuccoli ed alle Squadriglie Cacciatorpediniere IX, XII e XV per un totale di 11 unità – a due convogli per la Libia, che videro in mare complessivamente 10 mercantili, 4 cacciatorpediniere e 12 torpediniere.
Nella sera del 5 ottobre salpò da Taranto per scortare in Libia, insieme alle tre navi della XII Squadriglia, due trasporti (operazione «CV»), ma rientrò in porto in seguito all'avvistamento di navi da battaglia inglesi.
Nel primo pomeriggio del 26 novembre salpò da Messina insieme a Lanciere e Carabiniere ed alla III Divisione (incrociatori pesanti Trento, Trieste e Bolzano), unendosi poi al resto della squadra italiana che prese parte all'inconclusiva battaglia di Capo Teulada: durante tale scontro, tra le 12.35 e le 12.41 del 27 novembre, il Lanciere fu immobilizzato da tre proiettili da 152 mm dell'incrociatore britannico e l’Ascari lo prese a rimorchio, e trainandolo a lento moto a Cagliari con l'assistenza del Carabiniere e la scorta della III Divisione.
Nel 1941 l’Ascari subì dei lavori che videro la sostituzione del cannone illuminante con un quinto da 120 mm.
Alle 5.45 del 24 febbraio di quell'anno salpò da Palermo insieme al gemello Corazziere ed agli incrociatori Bande Nere e Diaz per fornire scorta indiretta ad un convoglio per la Libia (trasporti truppe Esperia, Conte Rosso, Marco Polo e Victoria, cacciatorpediniere Baleno e Camicia Nera, torpediniera Aldebaran), ma alle 3.43 del 25 il Diaz fu silurato dal sommergibile britannico Upright e, scosso da una violenta esplosione, affondò rapidamente in posizione 34°33' N e 11°45' E: morirono 484 uomini.
Alle 5.30 del 26 marzo 1941 salpò da Messina assieme a Corazziere e Carabiniere ed alla III Divisione incrociatori (Trento, Trieste, Bolzano), che con varie altre unità – corazzata Vittorio Veneto, Divisioni incrociatori I (Zara, Pola, Fiume) e VIII (Garibaldi e Duca degli Abruzzi), Squadriglie cacciatorpediniere IX (Alfieri, Oriani, Gioberti, Carducci), XIII (Granatiere, Bersagliere, Fuciliere, Alpino), XVI (da Recco, Pessagno) – destinata a partecipare all'operazione «Gaudo», poi sfociata nella disastrosa battaglia di Capo Matapan, conclusasi con la perdita di tutta la I Divisione e dei cacciatorpediniere Alfieri e Carducci. Durante tale battaglia le navi della XII Squadriglia presero parte allo scontro di Gaudo e quindi scortarono gli incrociatori della III Divisione durante la ritirata italiana, difendendoli con il proprio fuoco contraereo.
Il 30 aprile 1941 appartenne alla scorta indiretta (con gli incrociatori pesanti Trieste e Bolzano, l'incrociatore leggero Eugenio di Savoia ed i cacciatorpediniere Gioberti e Carabiniere) di un convoglio formato dai trasporti Birmania, Marburg, Reichenfels, Rialto e Kybfels in navigazione da Augusta e Messina per la Libia carichi di rifornimenti per il Deutsches Afrikakorps (la scorta diretta era costituita dai cacciatorpediniere Euro e Fulmine e dalle torpediniere Castore, Procione ed Orione); sebbene attaccato da aerei e sommergibili il 1º maggio, il convoglio non subì danni.
Nelle prime ore del 24 maggio 1941 salpò da Messina insieme al Lanciere, al Corazziere ed alla III Divisione incrociatori (Trieste e Bolzano) per fornire scorta indiretta ad un convoglio, in rotta Napoli-Tripoli, composto dai trasporti truppe Conte Rosso, Marco Polo, Esperia e Victoria scortati dal cacciatorpediniere Freccia e dalle torpediniere Pegaso, Procione e Orione; alle 20.40, però, il Conte Rosso fu silurato dal sommergibile HMS Upholder ed affondò in dieci minuti, portando con sé 1297 uomini.
Il 25 giugno lasciò Messina e si aggregò alla scorta indiretta, formata dagli incrociatori Trieste e Gorizia e dai cacciatorpediniere Corazziere e Carabiniere, ad un convoglio formato dai trasporti truppe Esperia, Marco Polo, Neptunia ed Oceania scortati dai cacciatorpediniere Aviere, Gioberti, Geniere e da Noli sulla rotta Napoli-Tripoli: dopo una sosta a Taranto il 27, le navi giunsero a destinazione il 29 giugno nonostante alcuni attacchi aerei (che procurarono lievi danni all’Esperia).
Dal 16 al 18 luglio fornì scorta indiretta, unitamente agli incrociatori Trieste e Bolzano ed ai cacciatorpediniere Carabiniere e Corazziere, ad un convoglio composto dai trasporti truppe Marco Polo, Neptunia ed Oceania in navigazione, con la scorta dei cacciatorpediniere Gioberti, Lanciere, Oriani, Geniere e della torpediniera Centauro, sulla rotta Taranto-Tripoli: tutte le navi giunsero a destinazione indenni, evitando anche un attacco del sommergibile HMS Unbeaten diretto contro l’Oceania.
Il 1º settembre fu inviato insieme al Lanciere a scortare a Messina la motonave Francesco Barbaro, appartenente ad un convoglio per Tripoli, danneggiata da un aerosilurante e presa a rimorchio dal cacciatorpediniere Dardo.
Il 23 settembre posò un campo di mine a sudest di Malta insieme alle tre unità della XII Squadriglia, con la scorta di Aviere e Camicia Nera.
Il 24 settembre salpò da Palermo unitamente agli incrociatori leggeri Duca degli Abruzzi ed Attendolo, alla III Divisione (incrociatori pesanti Trento, Trieste e Gorizia), al resto della XII Squadriglia ed alla X Squadriglia Cacciatorpediniere (Maestrale, Grecale e Scirocco) per intercettare un convoglio britannico, senza riuscirci.
Il 13 dicembre, alle 19.40, salpò da Taranto insieme alla corazzata Doria, agli incrociatori Attendolo e Duca d'Aosta ed ai cacciatorpediniere Aviere e Camicia Nera per fornire scorta indiretta all'operazione «M 41» (tre convogli per la Libia composti da 6 mercantili, 5 cacciatorpediniere ed una torpediniera), che però fu funestata dagli attacchi sottomarini, che affondarono due trasporti (il Fabio Filzi ed il Carlo del Greco) e danneggiarono seriamente la corazzata Vittorio Veneto.
Il 16 dicembre fornì copertura ravvicinata – insieme ad Aviere e Camicia Nera, alla corazzata Duilio ed agli incrociatori Duca d'Aosta, Attendolo e Montecuccoli – ad un'operazione di convogliamento per la Libia, la «M 42» (che vide l'impiego in tutto di 4 trasporti con a bordo 14.770 t di rifornimenti e 212 militari, 7 cacciatorpediniere ed una torpediniera), conclusa con successo.
Alle 18.50 del 3 gennaio 1942 salpò da Taranto unitamente ai cacciatorpediniere Carabiniere, Alpino, Aviere, Pigafetta, Geniere, Da Noli e Camicia Nera, agli incrociatori pesanti Trento e Gorizia ed alle corazzate Littorio, Cesare e Doria per fornire scorta indiretta all'operazione «M 43» (tre convogli per la Libia con in mare complessivamente 6 mercantili, 6 cacciatorpediniere e 5 torpediniere): tutti i mercantili giunsero a destinazione il 5 gennaio ed alle 17 di quel giorno il gruppo «Littorio», Ascari compreso, rientrò a Taranto.
Il 22 gennaio fece parte della scorta indiretta (insieme alla corazzata Duilio ed ai cacciatorpediniere Pigafetta, Oriani e Scirocco) dell'operazione «T. 18» (un convoglio formato dal trasporto truppe Victoria – partito da Taranto – e dai cargo Ravello, Monviso, Monginevro e Vettor Pisani – salpati da Messina –, con la scorta dei cacciatorpediniere Vivaldi, Malocello, Da Noli, Aviere, Geniere e Camicia Nera e delle torpediniere Orsa e Castore). Dopo un primo ed infruttuoso attacco aereo avvenuto nel pomeriggio del 23 gennaio, alle 17.25 dello stesso giorno altri tre aerosiluranti attaccarono il convoglio ed uno di essi immobilizzò la Victoria. Tra le 18.40 e le 18.45, mentre erano in corso le operazioni per il rimorchio della nave, arrivarono altri quattro aerosiluranti (divisi in due coppie): l’Ascari riuscì ad abbatterne uno, ma la Victoria fu nuovamente colpita ed affondò in un quarto d'ora; furono tratti in salvo 1064 dei 1455 uomini a bordo.
Alle 16 del 21 febbraio 1942 partì da Taranto con i cacciatorpediniere Aviere, Geniere e Camicia Nera e la corazzata Duilio e fornì scorta indiretta all'operazione «K 7» (due convogli con 5 cargo, una nave cisterna, 10 cacciatorpediniere e 2 torpediniere tutti diretti a Tripoli).
Alla mezzanotte del 21 marzo l'unità, insieme ai cacciatorpediniere Grecale, Aviere ed Oriani partì da Taranto unitamente alla corazzata Littorio, prendendo poi parte all'inconclusiva seconda battaglia della Sirte, nella quale non ebbe comunque un ruolo di rilievo.
Sempre nel 1942 l’Ascari fu sottoposto ad altri lavori che videro l'imbarco di due mitragliere da 20 mm e, successivamente, di un ecogoniometro.
Alle 16.30 del 13 giugno salpò da Cagliari aggregato alla X Squadriglia Cacciatorpediniere (Oriani, Gioberti, Premuda), per attaccare – insieme alla VII Divisione incrociatori (Montecuccoli ed Eugenio di Savoia) ed alla XIV Squadriglia cacciatorpediniere (Vivaldi, Zeno, Malocello) – il convoglio britannico «Harpoon» nell'ambito della battaglia di mezzo giugno. All'inizio del combattimento l’Ascari, l’Oriani ed il Premuda (il Gioberti era rientrato per un guasto ai motori, così come lo Zeno) si trovavano in testa alla formazione, ed alle 5.40 del 14 l’Ascari e l’Oriani aprirono il fuoco da 19.000 metri contro i cacciatorpediniere britannici Bedouin e Partridge. Alle 5.50 una delle due unità (non è certo quale) colpì il Bedouin, poi, tra le 6.07 e le 6.09, tirarono contro i cacciatorpediniere Marne e Matchless, senza colpirli; in tutta la mattinata l’Ascari sparò una novantina di proiettili. Alle 6.17 Ascari, Oriani e Premuda furono inviati in soccorso al Vivaldi, immobilizzato ed in fiamme per effetto di un proiettile britannico. Alle 9.49 Ascari ed Oriani furono infruttuosamente attaccati da aerosiluranti Bristol Beaufort, e più tardi si ricongiunsero con la VII Divisione. Verso le 12.35 i due caccia aprirono nuovamente il fuoco contro il Bedouin ed il Partridge, mentre alle 12.57, separatisi dalla VII Divisione, aprirono il fuoco da 12.000 metri contro la nave cisterna Kentucky, danneggiata da aerei. Ricongiuntisi poi con gli incrociatori, alle 13.20 furono inviati verso il Bedouin, che però fu poco dopo finito da un aerosilurante S.M. 79 “Sparviero”. Ascari ed Oriani concorsero poi col tiro delle loro artiglierie (l'Oriani anche con un siluro), assieme a velivoli italo-tedeschi, a finire il Kentucky ed il piroscafo Burdwan, entrambi già seriamente danneggiati da aerei. In tutto il combattimento l’Ascari sparò 188 proiettili da 120 mm.
Il 30 novembre compì, unitamente ai cacciatorpediniere Maestrale e Grecale, una missione di posa di mine nel Canale di Sicilia; mentre tornava da questa missione fu mandato, insieme al resto della X Squadriglia (cui era stato aggregato), a rafforzare la scorta del convoglio «B» (da Napoli alla Tunisia con i piroscafi Arlesiana, Achille Lauro, Campania, Menes e Lisboa e la scorta originaria delle torpediniere Sirio, Orione, Groppo e Pallade cui si aggiunse poi anche un'altra torpediniera, l’Uragano), che fu comunque fatto tornare in porto alla notizia dell'uscita in mare della Forza Q britannica (incrociatori leggeri Aurora, Sirius ed Argonaut, cacciatorpediniere canadesi Quiberon e Quentin), che poi, nella notte del 2 dicembre, intercettò e distrusse il convoglio «H», che invece era stato fatto proseguire.
Nella notte tra il 23 ed il 24 marzo 1943, al comando del capitano di fregata Mario Gerini partì da Palermo come capo formazione di un gruppo di cacciatorpediniere (Malocello, Pancaldo e Camicia Nera) che avrebbero dovuto trasportare truppe tedesche a Tunisi; le altre tre navi, partite da Pozzuoli, si congiunsero con l’Ascari nella mattinata del 24. Alle 7.18 del 24 marzo, mentre navigava a 27 nodi con rotta a zig zag poco distante da Capo Bon, il Malocello urtò una mina e si fermò con gravi danni, sbandando. Il comandante Gerini ordinò a Pancaldo e Camicia Nera di proseguire per la destinazione (ove giunsero indenni), mentre l’Ascari si fermò per soccorrere il Malocello; la nave affiancò l'unità danneggiata ed iniziò a trasbordarne equipaggio e truppe, ma il sistema «TAG» rilevò un siluro obbligando l’Ascari ad accelerare ed allontanarsi dal Malocello; dopo aver gettato otto bombe di profondità, la nave tornò verso il cacciatorpediniere agonizzante, ma urtò una mina che provocò il distacco della zona prodiera. Nel frattempo, alle 8.45, il Malocello s'inabissò rovesciandosi e spezzandosi in due. L’Ascari resse il danno e poté restare in zona: per cinque ore, mentre le motolance del cacciatorpediniere facevano la spola recuperando i naufraghi della nave affondata, a bordo dell’Ascari si lavorò per rafforzare le paratie, liberare gli uomini rimasti intrappolati nelle lamiere della prua, tenere in funzione le macchine, rifocillare feriti e naufraghi, trovare la posizione dei campi minati; molti intonarono inni patriottici. Poi, mentre il cacciatorpediniere andava a marcia indietro per portarsi nelle vicinanze di altri zatterini, urtò una mina che gli asportò la poppa sino all'altezza del quadrato ufficiali. Con l'unità ormai ridotta ad un relitto alla deriva, tutti gli uomini furono radunati in coperta; alcuni aerei gettarono degli zatterini, che vennero trascinati via dal vento. All'una del pomeriggio l’Ascari urtò una terza mina a centro nave e, abbandonato dall'equipaggio, affondò rapidamente spezzato in due: l'unità s'inabissò alle 13.12, circa 25 miglia a settentrione di Zambretta (Tunisia) e 28 nord di Capo Bon.
Quattro ore dopo l'affondamento alcuni MAS partiti da Biserta e Pantelleria recuperarono i sopravvissuti delle due navi: 96 ufficiali e marinai degli equipaggi (su 489) ed un centinaio di militari tedeschi (su 650).
Dell’Ascari scomparvero in mare il comandante Gerini e 193 tra ufficiali, sottufficiali e marinai (i sopravvissuti furono invece 53), oltre a qualche centinaio di militari tedeschi
.

### Comandanti
Capitano di fregata Ubaldino Mori Ubaldini (nato a Firenze il 20 settembre 1898) (6 maggio 1939-1940)
Capitano di fregata Sabato Bottiglieri (nato a Salerno il 30 novembre 1898) (10 giugno 1940 - gennaio 1941)
Capitano di fregata Marco Calamai (nato a Genova il 9 ottobre 1902) (gennaio - dicembre 1941)
Capitano di fregata Antonio Guerra (nato a Taranto il 26 agosto 1902) (gennaio - 14 marzo 1942)
Capitano di fregata Teodorico Capone (nato ad Altavilla Irpina l'8 ottobre 1900) (15 marzo 1942 - marzo 1943)
Capitano di fregata Mario Gerini (nato a Cisano sul Neva il 23 luglio 1903) (+) (marzo 1943)